# Guy Mitchell
Guy Mitchell, pseudonimo di Albert George Cernik (Detroit, 27 febbraio 1927 – Las Vegas, 1º luglio 1999), è stato un cantante, showman e attore statunitense, artista musicale di successo negli Stati Uniti, in UK e in Australia.
Come star internazionale, a partire dalle prime registrazioni dal 1950, raggiunse un fatturato record di oltre 44 milioni di dischi, con 6 milioni di copie di singoli vendute.
Nell'autunno del 1957, Mitchell debuttò in uno show televisivo personale per la ABC, The Guy Mitchell Show. Apparve inoltre nella serie televisiva della NBC Whispering Smith (1961), nei panni di George Romack, con Audie Murphy nel ruolo di protagonista.

## Vita e carriera
Guy Mitchell era figlio di immigrati a Detroit provenienti dalla Croazia. All'età di undici anni, venne scritturato dalla Warner Brothers Pictures, intenzionata a farlo diventare un bambino prodigio del cinema e lavorò inoltre per l'emittente radiofonica KFWB di Los Angeles, California. Dopo aver concluso la scuola, lavorò come sellaio, ma intraprese la carriera di cantante quando Dude Martin, che dirigeva una trasmissione televisiva di musica country a San Francisco, si accorse di lui e lo ingaggiò per esibirsi nella band della sua trasmissione.
Dopo aver servito nella United States Navy per due anni, divenne il cantante della band di Carmen Cavallaro. Nel 1947 registrò per la Decca Records con la band di Cavallaro, ma dovette interrompere l'attività a causa di un'intossicazione alimentare. Alla fine si trasferì a New York, dove registrò per la King Records con il nome di Al Grant (un motivo in particolare, Cabaret, apparve nella classifica della rivista Variety). Apparve nello show radiofonico Arthur Godfrey's Talent Scout e nel 1949 vinse come solista.
Mitch Miller, che era a capo della Columbia Records, notò il talento di Mitchell, che nel 1950 si era unito alla casa discografica e gli diede il definitivo nome d'arte («My name is 'Mitchell' and you seem a nice 'guy', so we'll call you Guy Mitchell»): «il mio nome è Mitchell, e tu mi sembri un ragazzo simpatico (guy), così ti chiameremo Guy Mitchell».
Il suo primo successo fu My Heart Cries for You del 1951.
Anche se si tratta di un pre-cantante pop-rock, molte delle sue canzoni hanno un tono molto più rock che pop, tra cui Knee Deep in the Blues, Heartaches by the Number, Rock-a-Billy, The Same Old Me ed il suo più grande successo Singing the Blues con Ray Conniff, che rimase alla posizione numero 1 nelle chart statunitensi per ben nove settimane dal 1956 e nella Official Singles Chart per tre settimane nel 1957, ed alla numero 4 in Olanda.
Tra gli anni cinquanta e sessanta recitò come cantante in Giarrettiere rosse, con Rosemary Clooney e apparve nel western I selvaggi della prateria (1962). Nel 1957 lavorò in un proprio show televisivo. Si esibì inoltre al Braemor Rooms di Dublino, Irlanda.
Nel 2007, Guy Mitchell avrebbe festeggiato il suo 80º compleanno. Per commemorare la sua eredità musicale la Sony pubblicò il CD "The Essential Collection".

## Canzoni note
- Belle, Belle, My Liberty Belle
- Feet Up (Pat Him On The Po-po)
- Heartaches By The Number - prima posizione nella Billboard Hot 100 per 2 settimane nel 1959, seconda in Germania, terza in Norvegia, quinta nel Regno Unito ed ottava in Olanda
- Knee Deep In The Blues
- Look At That Girl
- My Heart Cries for You
- My Truly, Truly Fair
- Ninety Nine Years (Dead or Alive)
- Pittsburgh, Pennsylvania
- Pretty Little Black Eyed Susie
- Rock-a-Billy
- Same Old Me
- She Wears Red Feathers
- Singing the Blues
- Sparrow In The Treetop
- The Roving Kind
- Cloud Lucky Seven
- Unless

## Filmografia parziale

### Cinema
- Teste rosse (Those Redheads from Seattle), regia di Lewis R. Foster (1953)
- Giarrettiere rosse (Red Garters), regia di George Marshall (1954)
- I selvaggi della prateria (The Wild Westerners), regia di Oscar Rudolph (1962)

### Televisione
- Thriller – serie TV, episodio 1x19 (1961)